# Lieux mythologiques

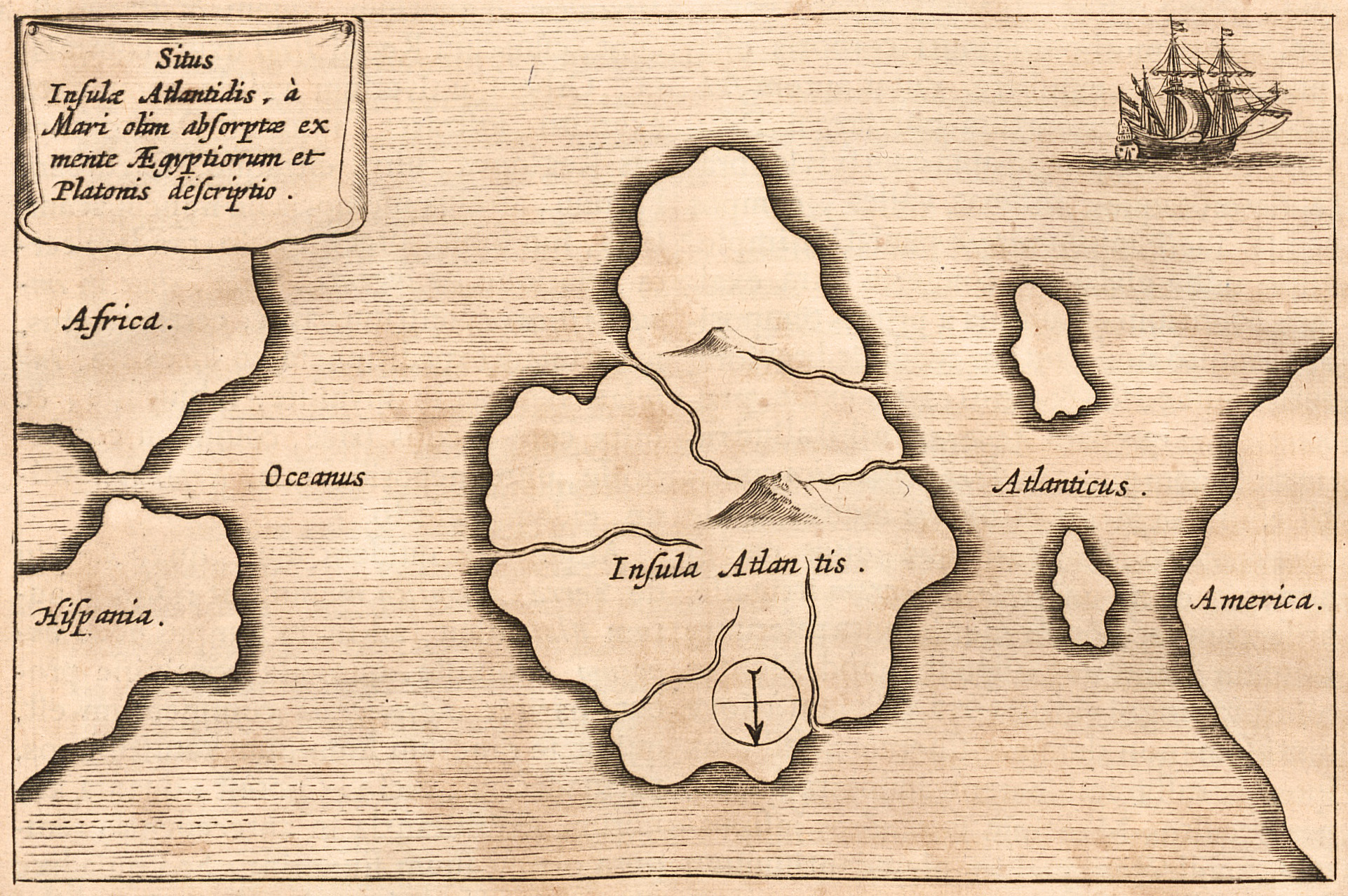
Carte fantaisiste de l'Atlantide d’Athanasius Kircher, Mundus Subterraneus (1678).

- Haut – A
- B
- C
- D
- E
- F
- G
- H
- I
- J
- K
- L
- M
- N
- O
- P
- Q
- R
- S
- T
- U
- V
- W
- X
- Y
- Z

## A
- Acadine
- Achéron
- Agartha
- Alfheim
- Annwn
- Arcadie
- Ásgard
- Asamando (en) : monde souterrain des morts dans la mythologie akan (Ghana), où les âmes sont guidées par Amokye (en)
- Atlantide
- Avalon (Île d')
- Averne
- Ayotha Amirtha Gangai : fleuve sacré dans la mythologie Ayyavazhi
- Aztlan

## B
- Brasil (Île de)
- Brocéliande
- Mont Bùzhōu (en)

## C
- Cantre’r Gwaelod
- Champs d'Ialou
- Champs Élysées
- Chinvat (Pont de)
- Colonnes d'Hercule
- Cocyte

## D

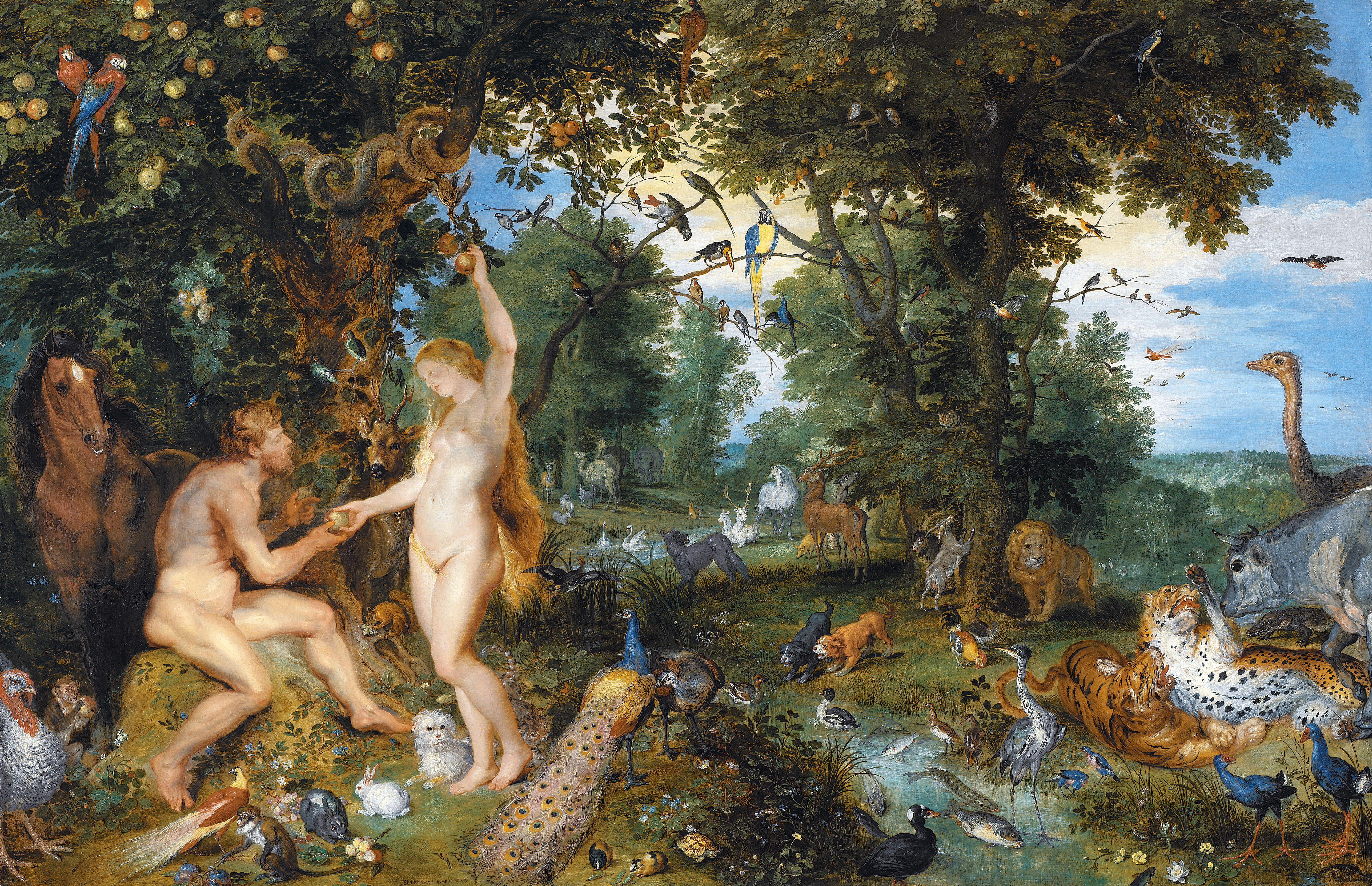
Le Jardin d'Éden et la chute de l'Homme (personnages par Rubens, paysages et animaux par Brueghel, 1615)

- Diyu
- Douât
- Dun Aengus

## E
- Éden
- Eldorado
- Emain Ablach (en) : île celtique paradisiaque associée à l’immortalité
- Enfers

## F
- Fanuankuwel : lieu d'une baleine à deux queues[1] dans la mythologie du Pacifique et de la Polynésie.

- Feather Mountain (en) : une des nombreuses montagnes importantes de la mythologie chinoise, particulièrement associée à la Crue des hautes eaux.
- Fusang

## G
- Kafeŕoor (en) : île fantôme[1] dans la mythologie du Pacifique et de la Polynésie.

- Géhenne

## H
- Hadès
- Hawaiki
- Helheim
- Hélicon
- Huit piliers (en) : huit montagnes mythiques soutenant le ciel dans les mythes chinois de la création
- Hy-Brasil voir Brasil
- Hyperborée : lieu de vie des hyperboréens

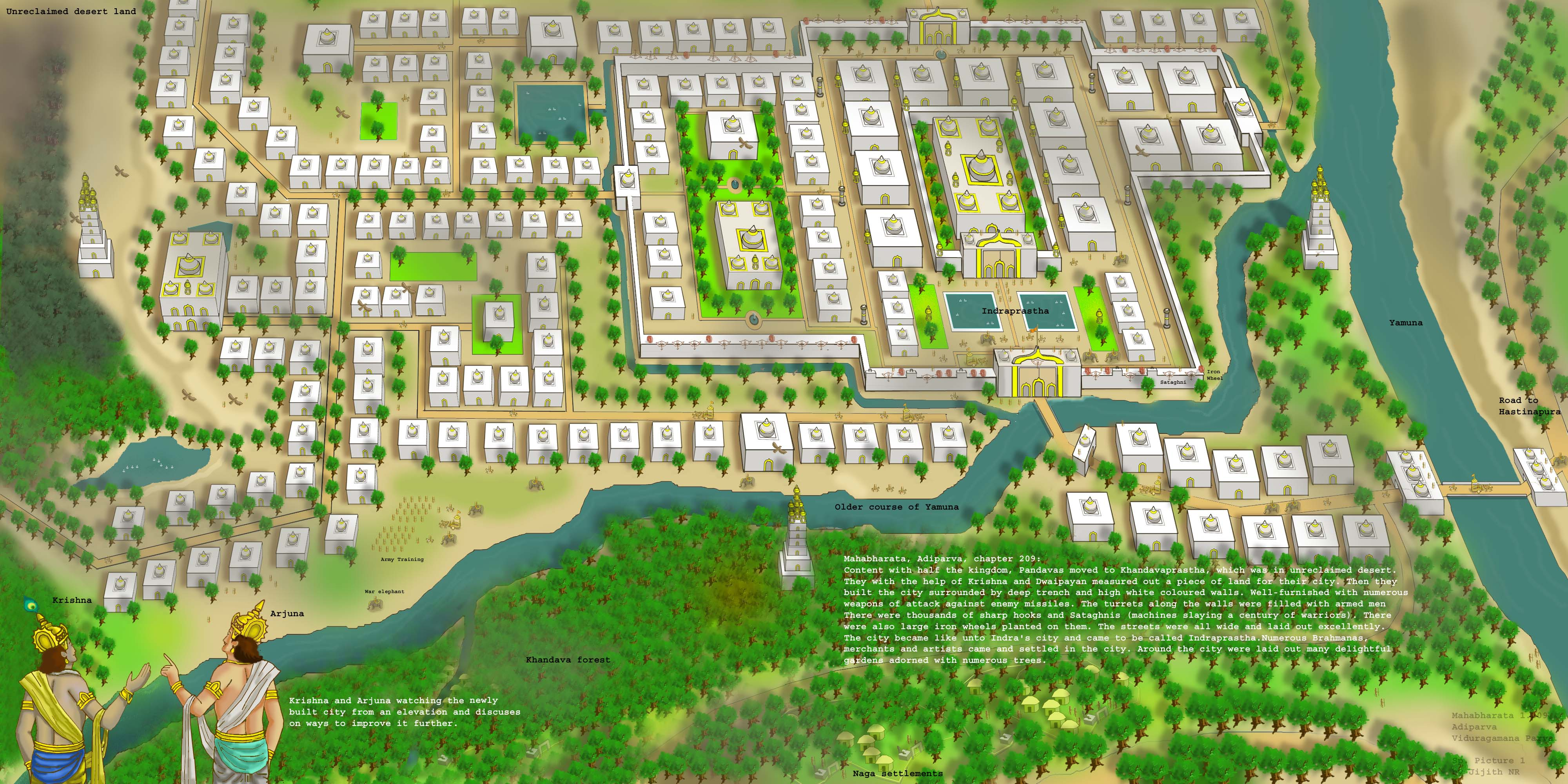
Vue d'artiste de la ville mythologique d'Indraprastha (telle que décrite dans le Mahâbhârata).

## I
- Indraprastha
- Is voir Ys

## J
- montagne de Jade voir Yu Shan
- Jötunheim

## K
- Kolob : astre central proche de Dieu dans la cosmologie mormone.
- Kur

## L
- Lémurie
- Léthé
- Leuce
- Longmen (mythologie) (en) : dans la mythologie chinoise, passage où les carpes deviennent dragons, symbole de transformation.

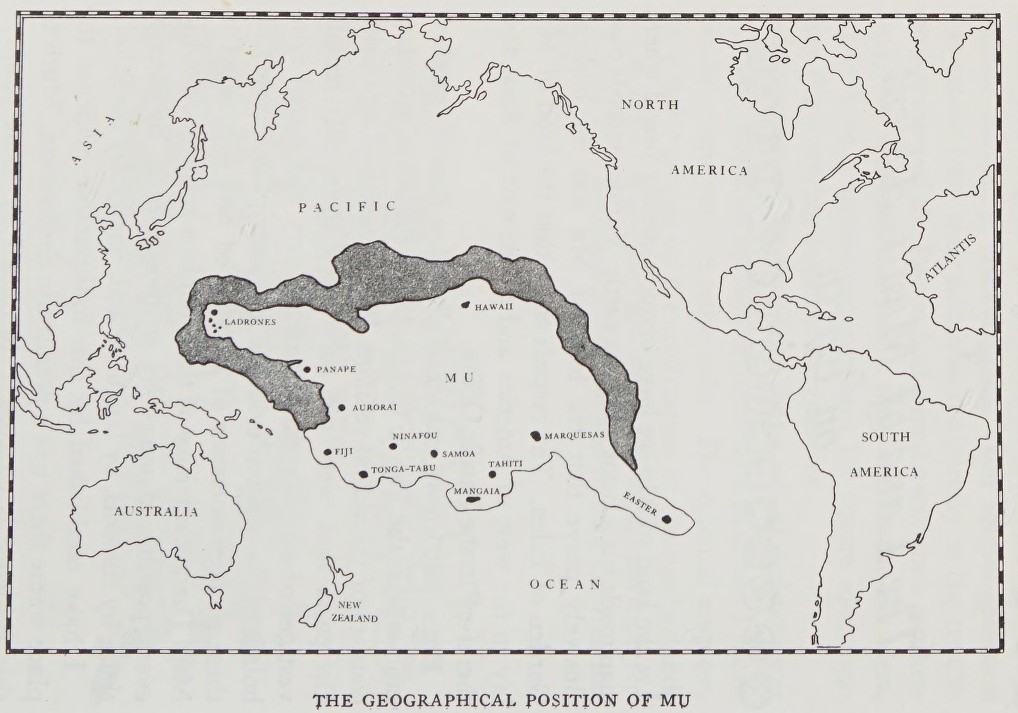
Carte de Mu selon James Churchward.

## M
- Mag Mell
- Mictlan
- Midgard
- Mer des sables mouvants (en) : dans les légendes taoïstes, barrière entre le monde terrestre et les terres divines.
- Empire de Mu
- Muspellheim

## N
- Naxos
- Nidavellir
- Niflheim
- Noun

## O
- Olympe

## P
- Paradis
- Parnasse
- Patala
- Penglai Shan
- Pré de l'Asphodèle
- Phlégéthon

## R
- Rarohenga

- Rocabarraigh (en) : île légendaire des Hébrides (mythologie Écossaise), apparaissant à la fin des temps.
- Rivière rouge (mythologie) (en) : fleuve légendaire circulant autour de Kunlun, associé aux frontières divines.

## S

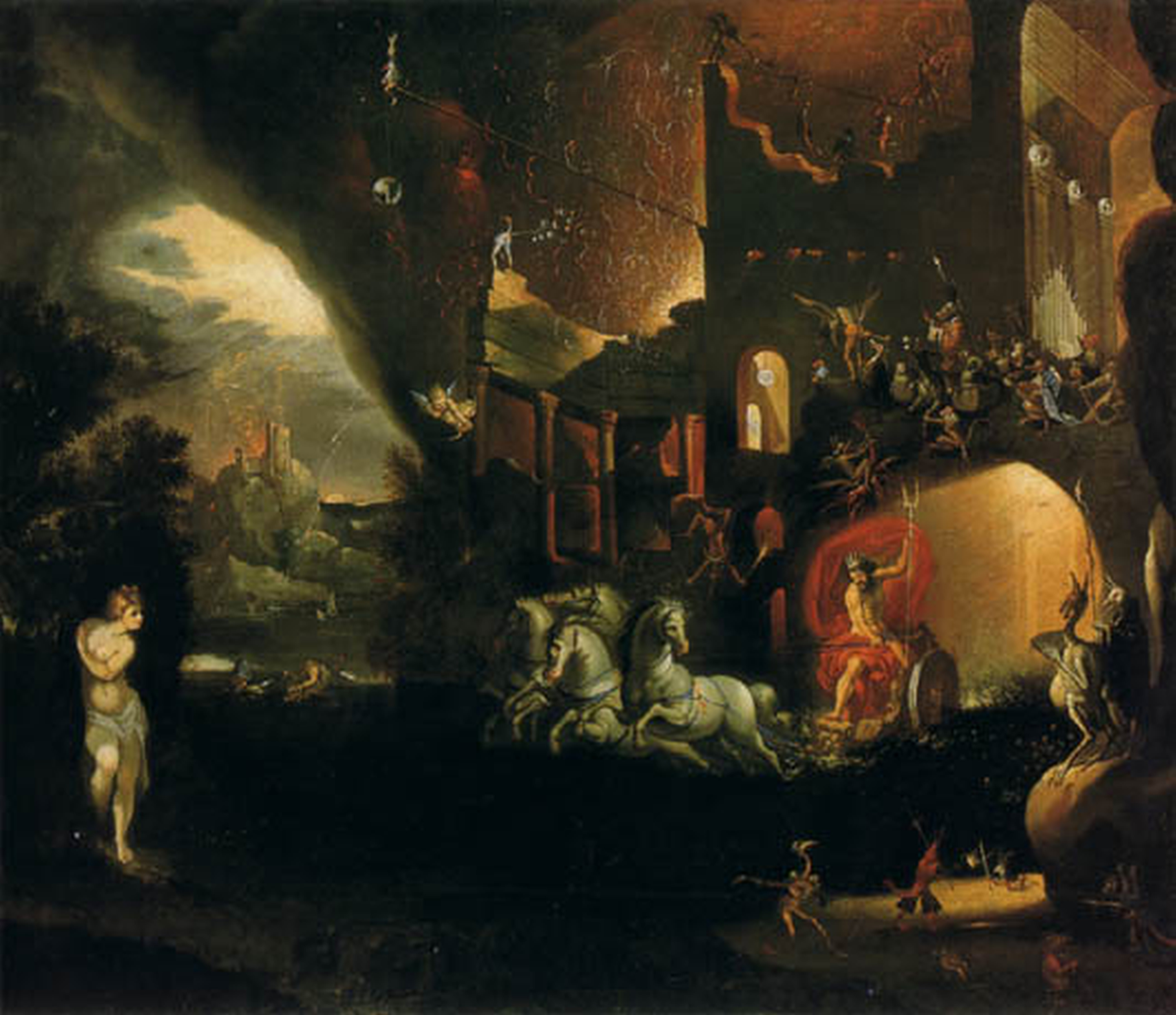
Arrivé d'Hadès au Tartare (Joseph Heintz le Jeune, 1640)

- Scholomance
- Shambhala
- Shangri-La
- Styx

## T
- Tara
- Tartare
- Tech Duinn : île de l’au-delà dans la mythologie irlandaise, lieu de résidence de Donn (en)
- Ténare
- Te Po : royaume obscur des ancêtres dan
- s la mythologie polynésienne
- Tír na nÓg
- Tlalocan
- Toi o Nga Rangi : domaine céleste des enfants de Rangi (le Ciel) dans la mythologie Māori

## W
- Walhalla
- Weak River (mythologie) (en)

## X
- Xibalba

## Y
- Yu Shan
- Ys